# Wilson (Ohio)
Wilson és una població dels Estats Units a l'estat d'Ohio. Segons el cens del 2000 tenia 118 habitants.

## Demografia
Segons el cens del 2000, Wilson tenia 118 habitants, 52 habitatges, i 39 famílies. La densitat de població era de 108,5 habitants/km².
Dels 52 habitatges en un 23,1% hi vivien nens de menys de 18 anys, en un 67,3% hi vivien parelles casades, en un 5,8% dones solteres, i en un 23,1% no eren unitats familiars. En el 21,2% dels habitatges hi vivien persones soles el 7,7% de les quals corresponia a persones de 65 anys o més que vivien soles. El nombre mitjà de persones vivint en cada habitatge era de 2,27 i el nombre mitjà de persones que vivien en cada família era de 2,63.
Per edats la població es repartia de la següent manera: un 18,6% tenia menys de 18 anys, un 5,1% entre 18 i 24, un 22% entre 25 i 44, un 31,4% de 45 a 60 i un 22,9% 65 anys o més.
L'edat mediana era de 47 anys. Per cada 100 dones de 18 o més anys hi havia 118,2 homes.
La renda mediana per habitatge era de 32.188 $ i la renda mediana per família de 43.125 $. Els homes tenien una renda mediana de 36.875 $ mentre que les dones 20.833 $. La renda per capita de la població era de 18.552 $. Aproximadament el 2,6% de les famílies i el 4,3% de la població estaven per davall del llindar de pobresa.

## Poblacions més properes
El següent diagrama mostra les poblacions més properes.